# Prowincja Uwa
Prowincja Uwa (syng. ඌව පළාත, tamil. ஊவா மாகாணம்) – prowincja w południowo-wschodniej Sri Lance.